# Ligyra satyrus
Ligyra satyrus är en tvåvingeart som först beskrevs av Fabricius 1775.  Ligyra satyrus ingår i släktet Ligyra och familjen svävflugor. Inga underarter finns listade i Catalogue of Life.